# نهر تيمبيسكي
نهر تمبيسكه،(بالإسبانية: Río Tempisque) يبلغ طوله 144 كيلومترًا (89 ميلًا)، ويقع بالكامل في كوستاريكا. ينبع من سلسلة جبال غواناكاستي قرب بركان أروسي، ويصبّ في خليج نيكويا. يمر عبر منتزه بالو فيردي الوطني، ويُعد موطنًا هامًا للعديد من أنواع التماسيح والقرود والإغوانا والطيور.
النهر يعاني من ترسيب كثيف للطمي، مما يحد من الملاحة فيه للقوارب الضحلة التي تستطيع عبور المناطق الطينية. تتحكم المد والجزر في توقيت عبور الحاجز الرملي عند مصب النهر.
تاريخيًا، كان يُستخدم نهر تمبيسكه لنقل الأخشاب عبر الطفو إلى البحر. حيث كانت تجمع الأخشاب في جزيرة شيرا ليتم تحميلها على السفن.
أُنشئ  جسر نهر تمبيسكه ليربط بين شبه جزيرة نيكويا وجنوب محافظة غواناكاستي، مما قلل بشكل كبير من وقت السفر إلى مدينة سان خوسيه. وقد جاء تمويل الجسر كهدية من الحكومة التايوانية، و جرى افتتاحه في نوفمبر 2002.